# Kvarteret Hägern

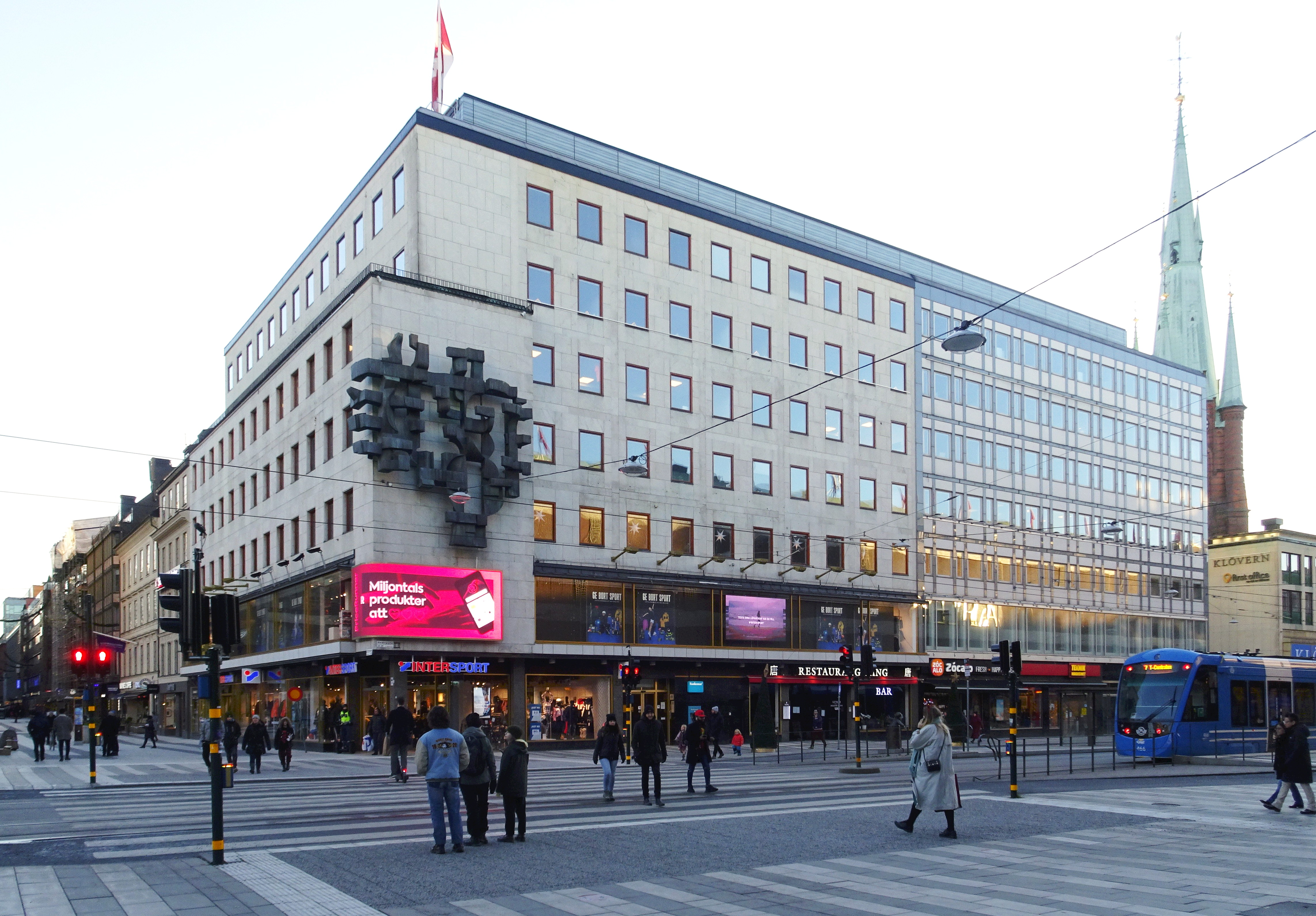
Kvarteret Hägern sett från Klarabergsgatan med Länssparbankens hus närmast, december 2020.

Hägern är namnet på ett kvarter på Norrmalm i centrala Stockholm. Kvarteret består av två delar, som åtskiljs av Brunkebergsgatan. Mot norr ligger Hägern större och mot söder Hägern mindre. Kvarteret omges av Klarabergsgatan i norr, Drottninggatan i öster, Vattugatan i söder och Katarina östra kyrkogata i väster. Kvarterets båda delar bestod ursprungligen av tio respektive fyra fastigheter. Hägern räknas till Klarakvarteren och genomgick under Norrmalmsregleringen stora förändringar. I kvarteret finns flera kulturhistoriskt värdefulla byggnader. Tre av dem är blåmärkta av Stadsmuseet i Stockholm vilket innebär att de har "synnerligen höga kulturhistoriska värden".

## Namnet

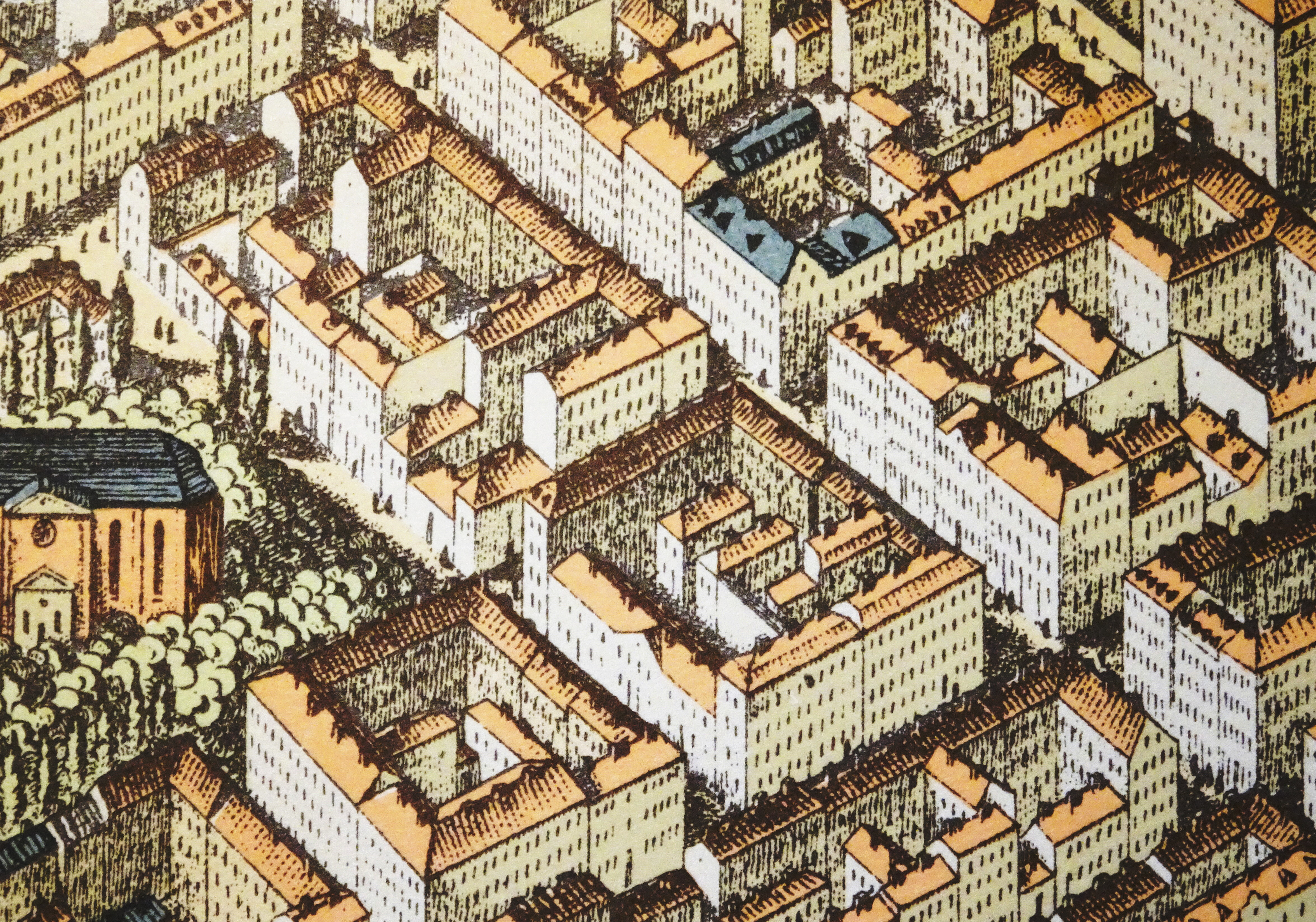
Kvarteret Hägern på Heinrich Neuhaus Stockholmspanorama från 1870.

Namnet ”Hägern” är ett av de fågelnamn som även förekommer i närbelägna kvarteret Svalan och kvarteret Duvan och utgör ett tidigt exempel för kategorinamn. På Petrus Tillaeus karta från 1733 redovisas kvartersdelarna som Hägern den större (nr 31) och Hägern den mindre (nr 21). I samband med Norrmalmsregleringen försvann flera historiska kvartersnamn från Stockholms kartor. Några blev en del av jättekvarteret Beridarebanan som omfattade stora delar av Nedre Norrmalm och några sammanfattades under kvartersnamnen Orgelpipan och Blåmannen. Till det senare hörde Hägern större och mindre som dock på 1990-talet fick sina gamla kvartersbeteckningar tillbaka.

## Historik
Kvarteren på södra Norrmalm bildades i slutet av 1630-talet i anslutning till dagens Hötorget när Stockholms stadsplanering tog sin början och Klas Flemings strama rutnätsplan lades ut över området. Innan dess präglades Norrmalms bebyggda delar av stora oregelbundna kvarter och ett oplanerat virrvarr av slingrande gator och vattugränder. Av Stockholmskartan från 1625 framgår att åtminstone två större väger gick tvärs över området där kvarteret Hägern sedermera utstakades.
Vid byggnadsarbeten på 1980-talet i kvarteret Hägern större påträffades lämningar efter den bebyggelse som låg på platsen innan Drottninggatan drogs fram på 1630- och -40-talen. Stadsmuseets arkeologer fann bland annat ett 1–1,5 meter tjockt kulturlager längs med nästan hela den inre delen av kvarteret. Av fynden att döma var det lager från tiden före 1630-talet. De anläggningar som fanns i kulturlagret var rester efter trähus, kullerstenslagda partier, hårt packade områden och brunnar.

Kvarteret Hägern och Klara kyrka genom tiden
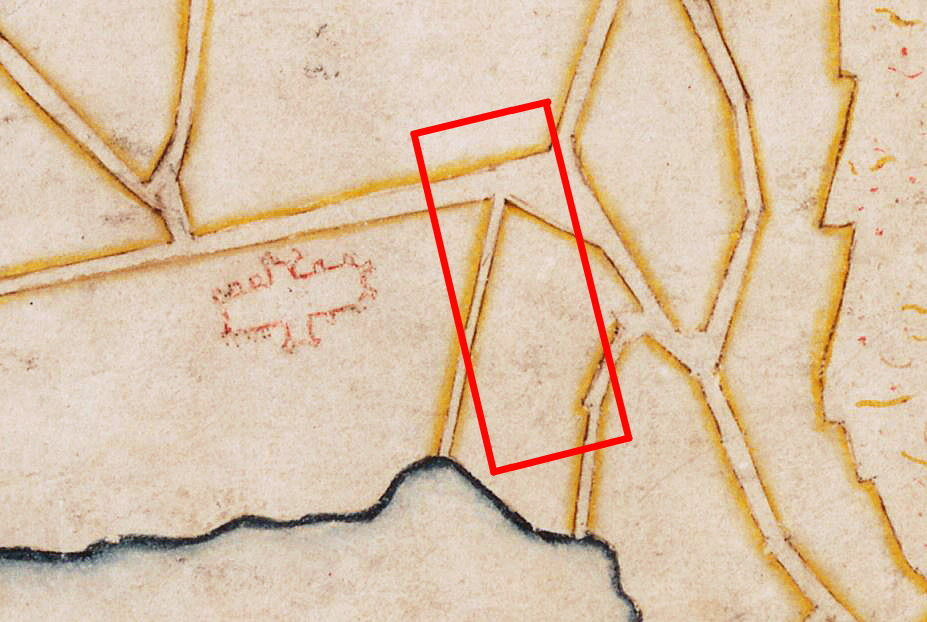
1625
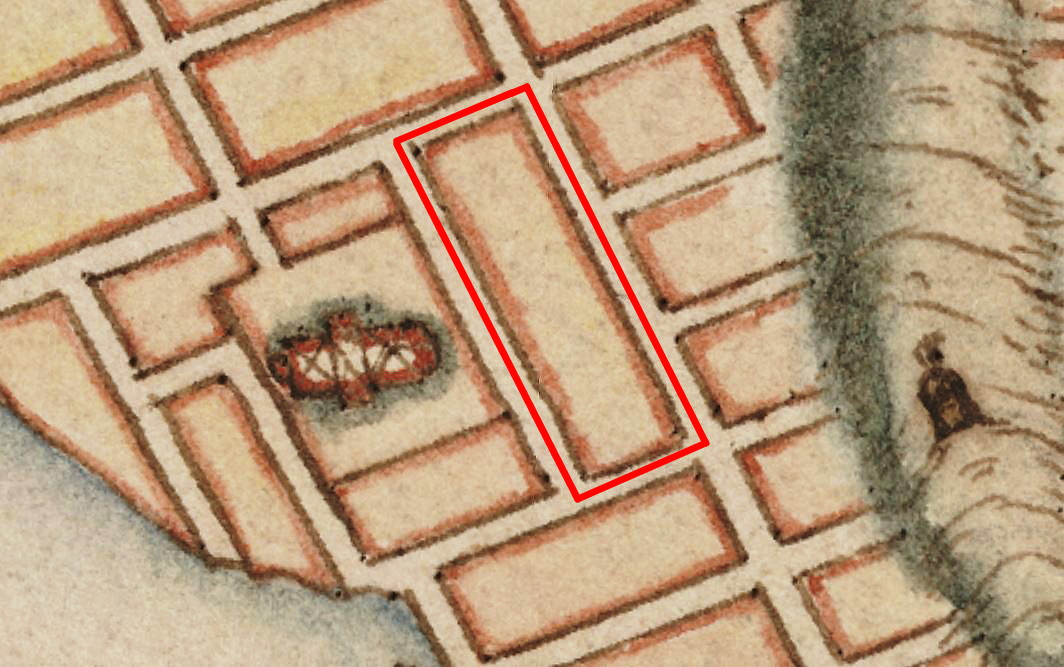
1642
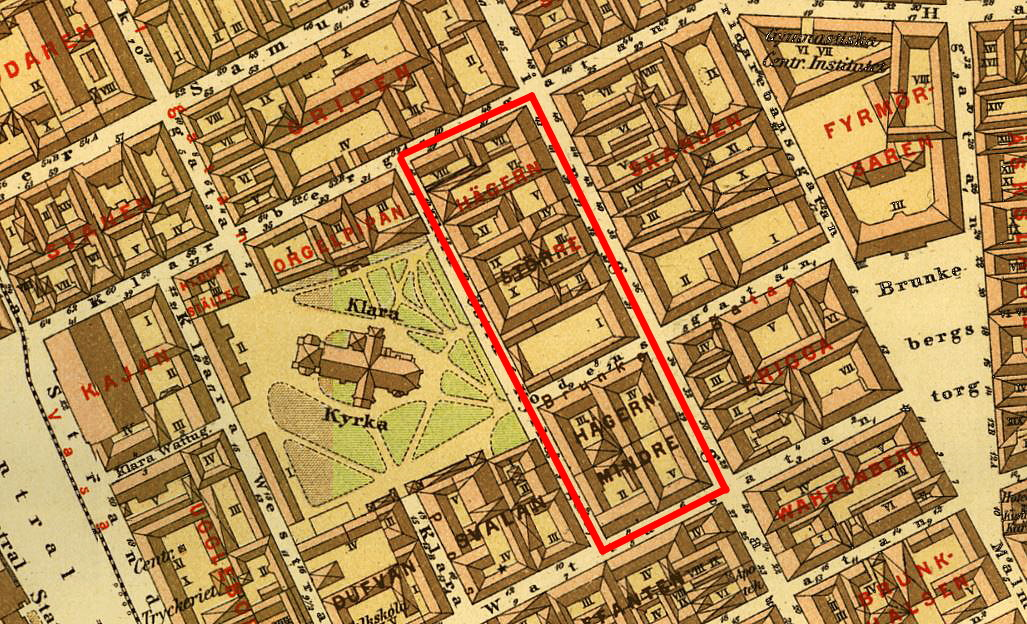
1885
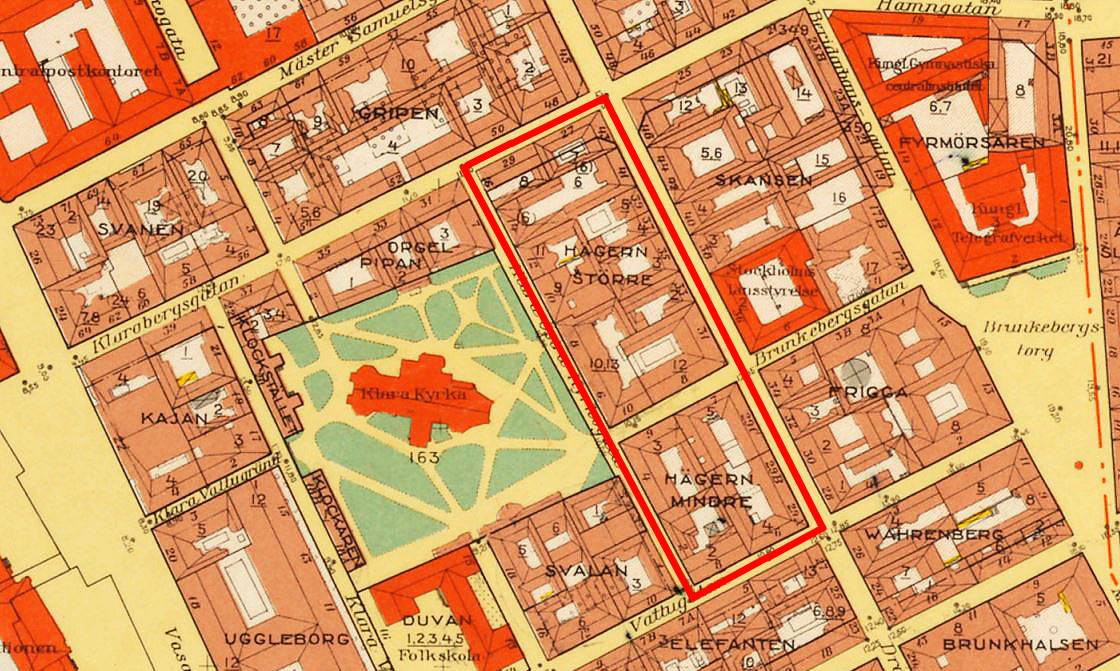
1940

## Kvarteret i förvandling

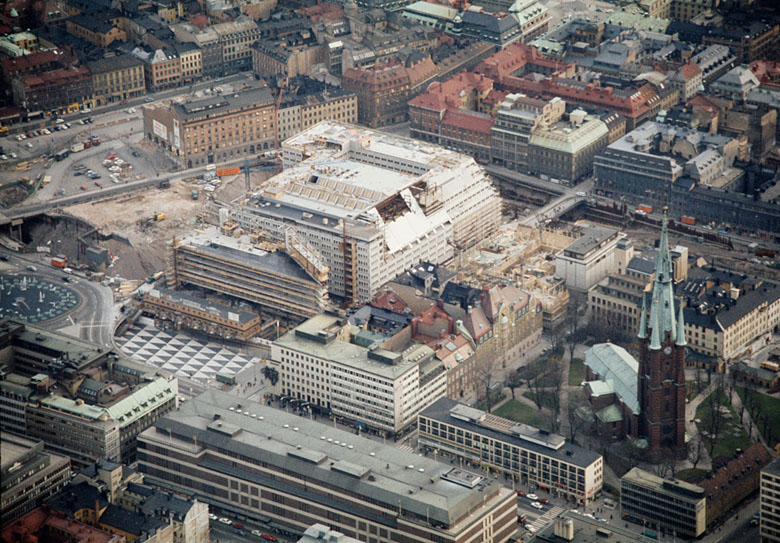
Kvarteret i förvandling 1969.

Redan på 1930-talet planerades en breddning av Klarabergsgatans södra sida vilket kom att minska Hägerns areal. Breddningen hörde ihop med en större stadsplanering, initierad 1912 av dåvarande stadsplanedirektören Per-Olof Hallman, som gick ut på att koppla Sveavägen söderut till både Hamngatan och Klarabergsgatan (se Kvarteret Hoven).
Det dröjde dock till 1960-talet och Norrmalmsregleringen innan breddningen av Klarabergsgatan och kopplingen till Sveavägen genomfördes. En av fastigheterna som drabbades av rivning var byggnaden i hörnet Drottninggatan / Klarabergsgatan som inhyste det på sin tid mycket välkända Hôtel de Suède, sedan 1960 plats för Länssparbankens hus. I och med Norrmalmsregleringens stora omdaning av Klarakvarteren tvingades även restaurang Tennstopet i kvarteret Hägern mindre att flytta. Krogen var populär mötesplats för journalister från de närbelägna tidningsredaktionerna. Här uppfördes sedan Sparbankernas hus. Ytterligare ett historiskt välkänt ställe i kv. Hägern mindre var Hotell och Restaurant Kronprinsen som åren 1906–1934 låg i Wredeska palatset.
Förvandlingen av kvarteret Hägerns bebyggelse pågick från mitten av 1950-talet till slutet av 1980-talet. Då försvann det sista huset med murar från 1600-talets stenhus vid Drottninggatan 35 och en byggnad från före 1730 vid Drottninggatan 37. Istället uppfördes det så kallade Klarahuset med fyra olika gestaltade fasader där nr 35 och 37 efterliknar en 1800-talsfasad.

## Byggnader i urval

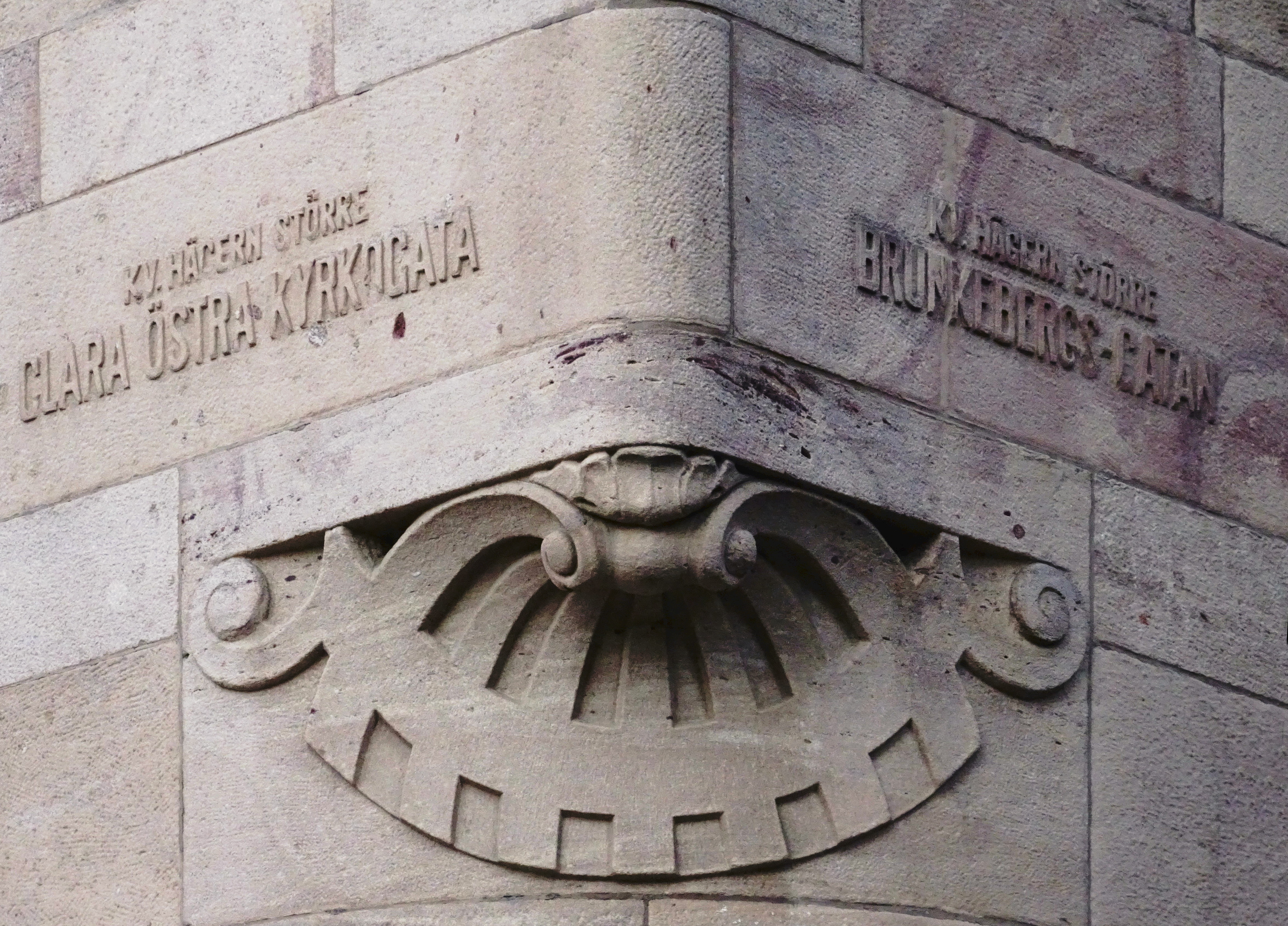
Äldre kvartersbeteckning i hörnet Klara östra kyrkogata / Brunkebergsgatan.

### Hägern större
- Hägern större 1 (före detta): Lidemanska palatset, uppfört omkring 1680 riven 1907.
- Hägern större 9: Svenska Läkaresällskapets hus, uppfört 1904-1906 efter ritningar av arkitekt Carl Westman.[4]
- Hägern större 10: Klara församlingshus, uppfört 1907-1909 efter ritningar av arkitekt Georg Ringström.[5]
- Hägern större 14 (hus nr 1): Sveriges Lantbruksförbundets hus, uppfört 1957-1960 efter ritningar av arkitekt Måns Forssell.[6]
- Hägern större 14 (hus nr 2): Länssparbankens hus, uppfört 1957-1960 efter ritningar av arkitekt Curt Björklund.[7]
- Hägern större 16: Klarahuset, uppfört 1986-1989 efter ritningar av arkitekt Carl Nyrén.[8]

### Hägern mindre
- Hägern mindre 4 (före detta): Wredeska palatset, uppfört på 1690-talet möjligen efter ritningar av arkitekt Nicodemus Tessin d.y., riven 1965.
- Hägern mindre 7: Sparbankernas hus, uppfört 1970-1971 efter ritningar av arkitektkontoret Boijsen & Efvergren.[9]

Historiska bilder
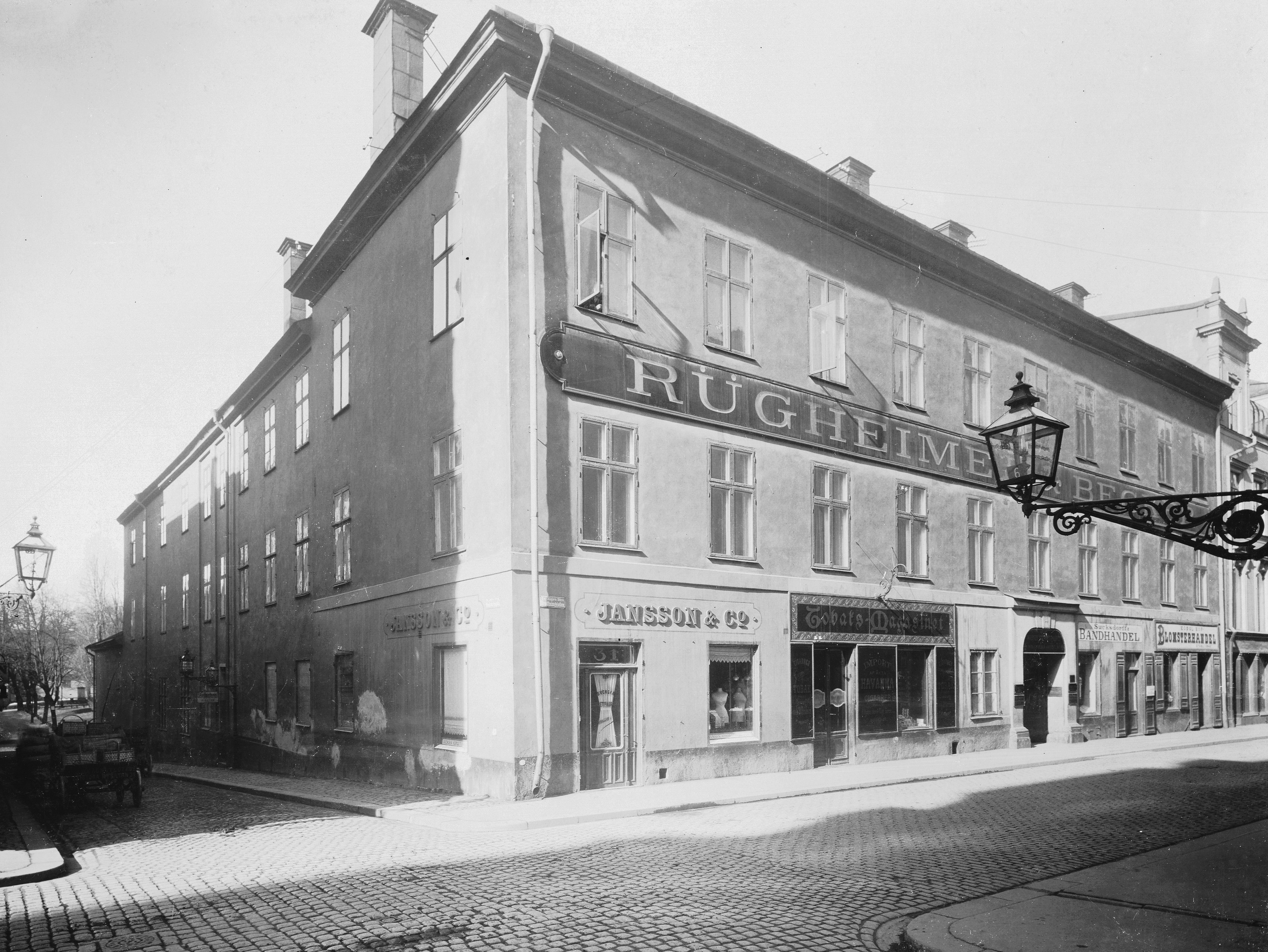
Lidemanska palatset, 1906.
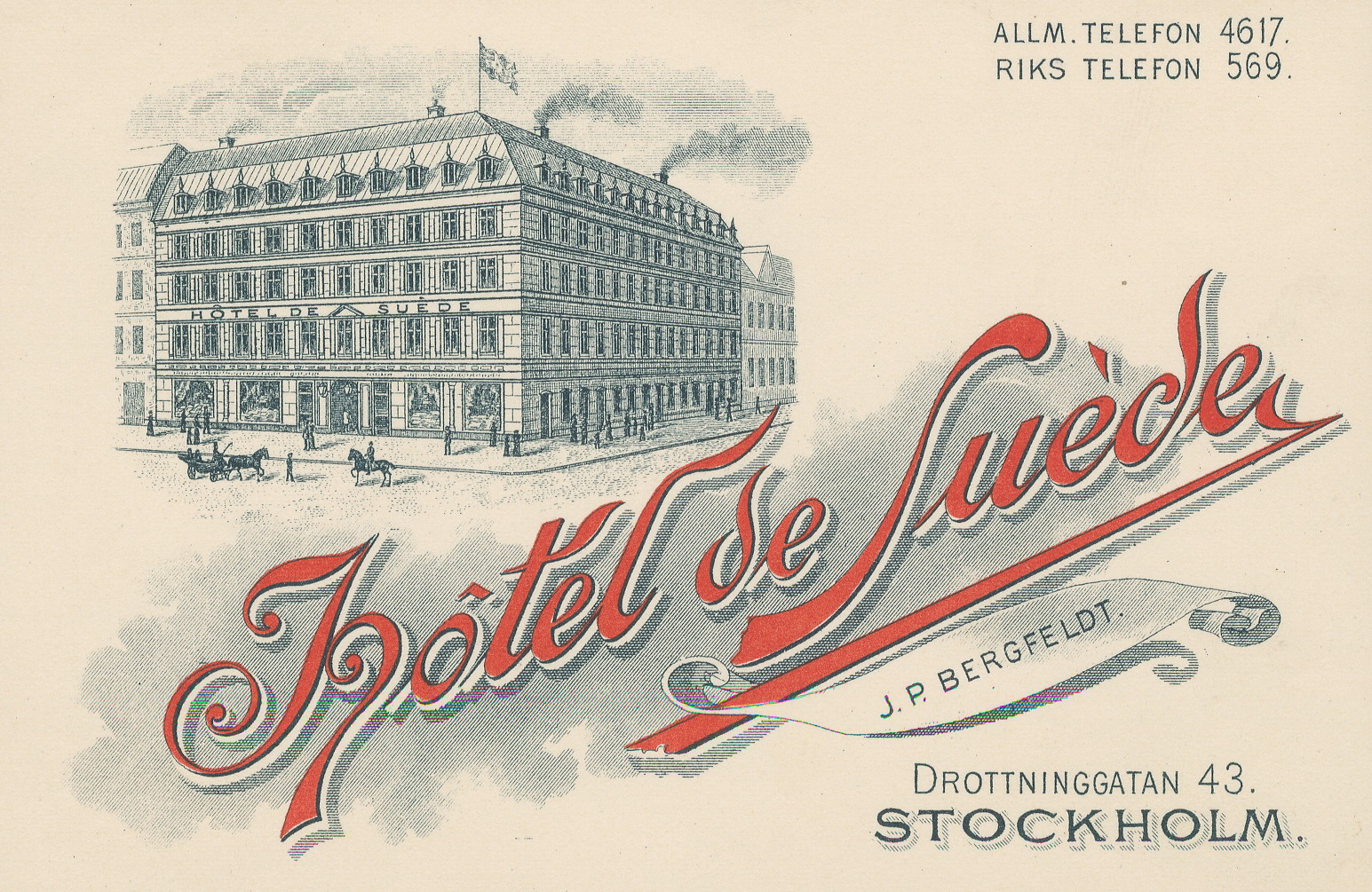
Hôtel de Suède, reklamblad.
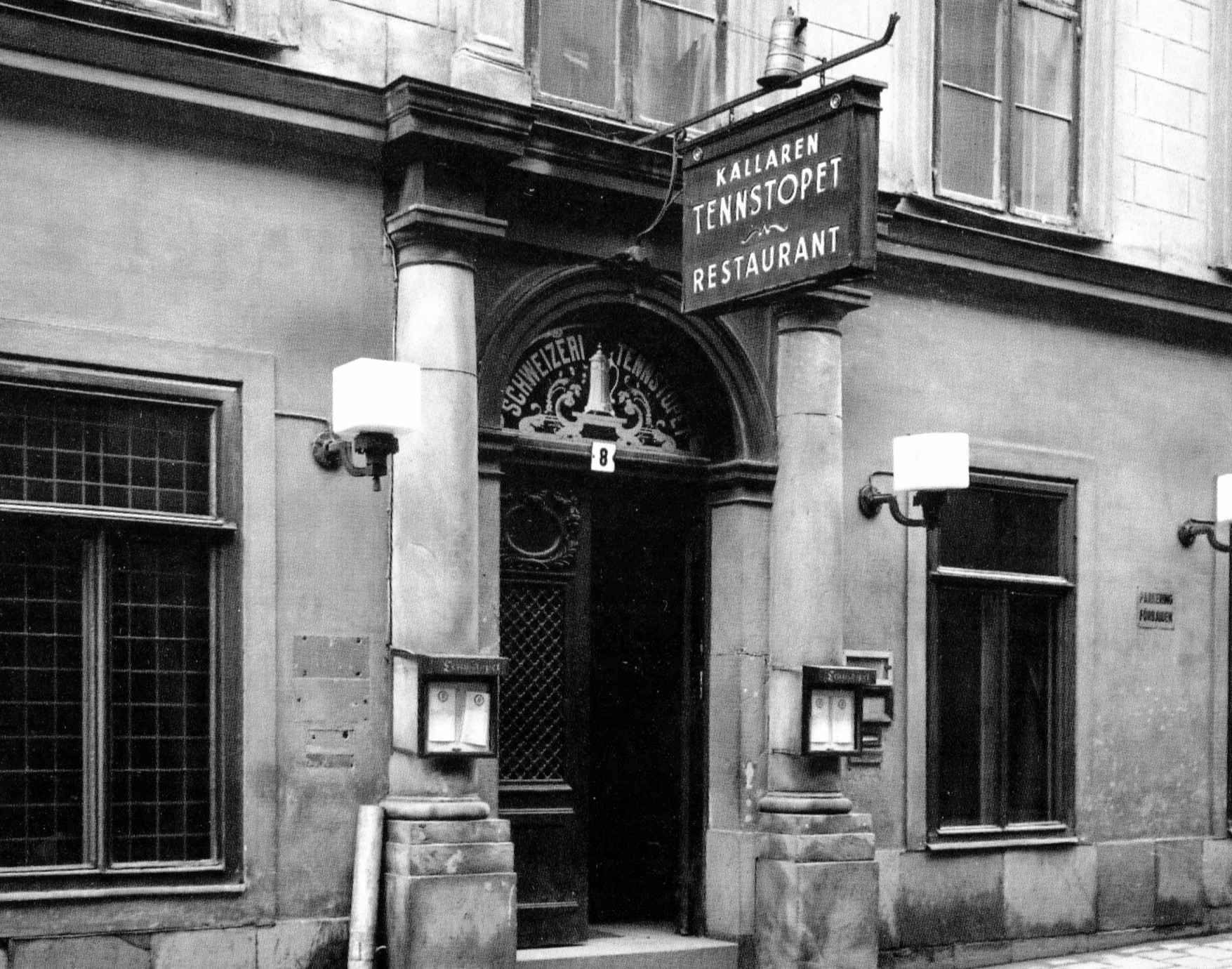
Tennstopet, 1950-tal.
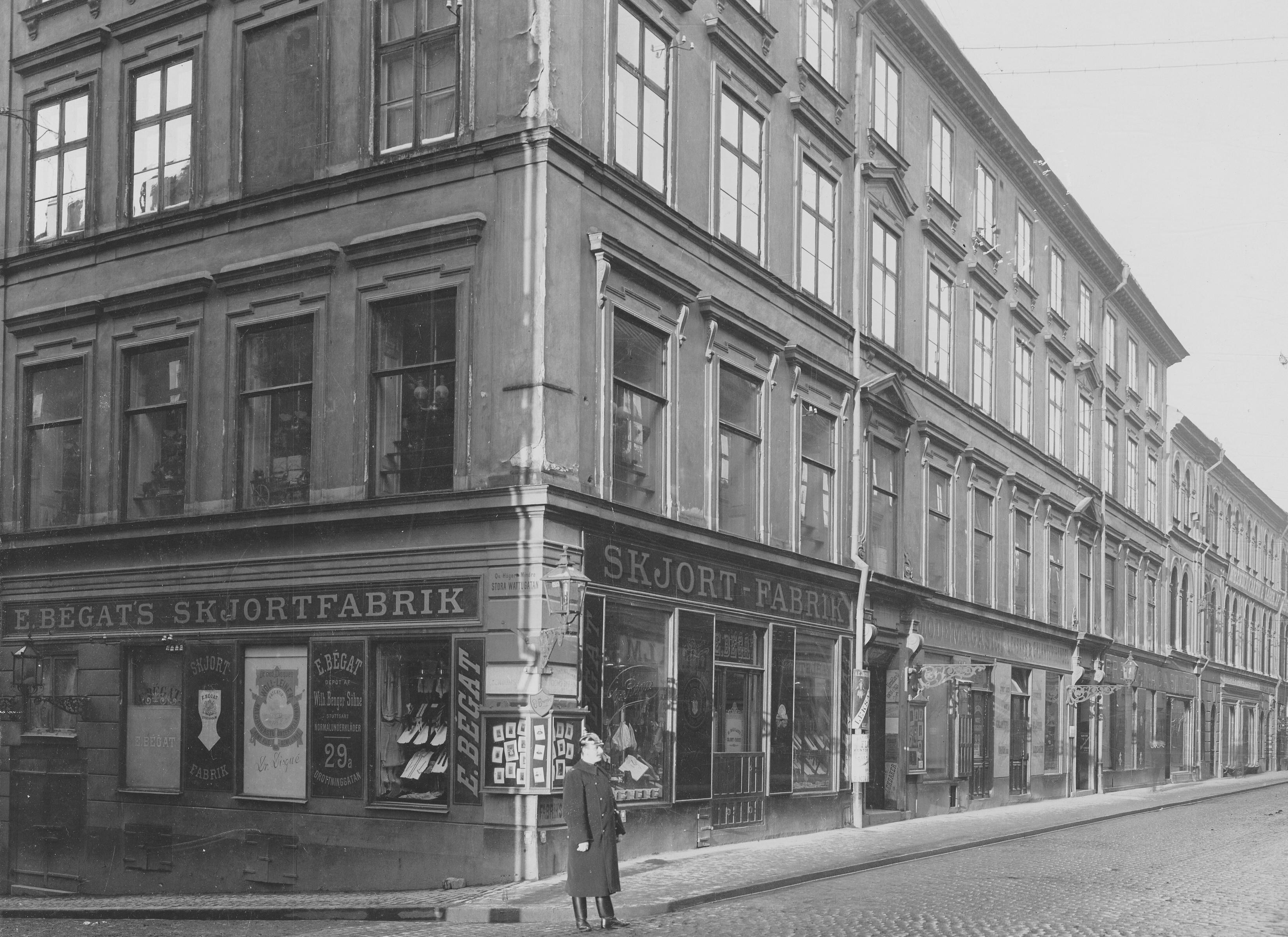
Wredeska palatset, 1910.

Nutida bilder
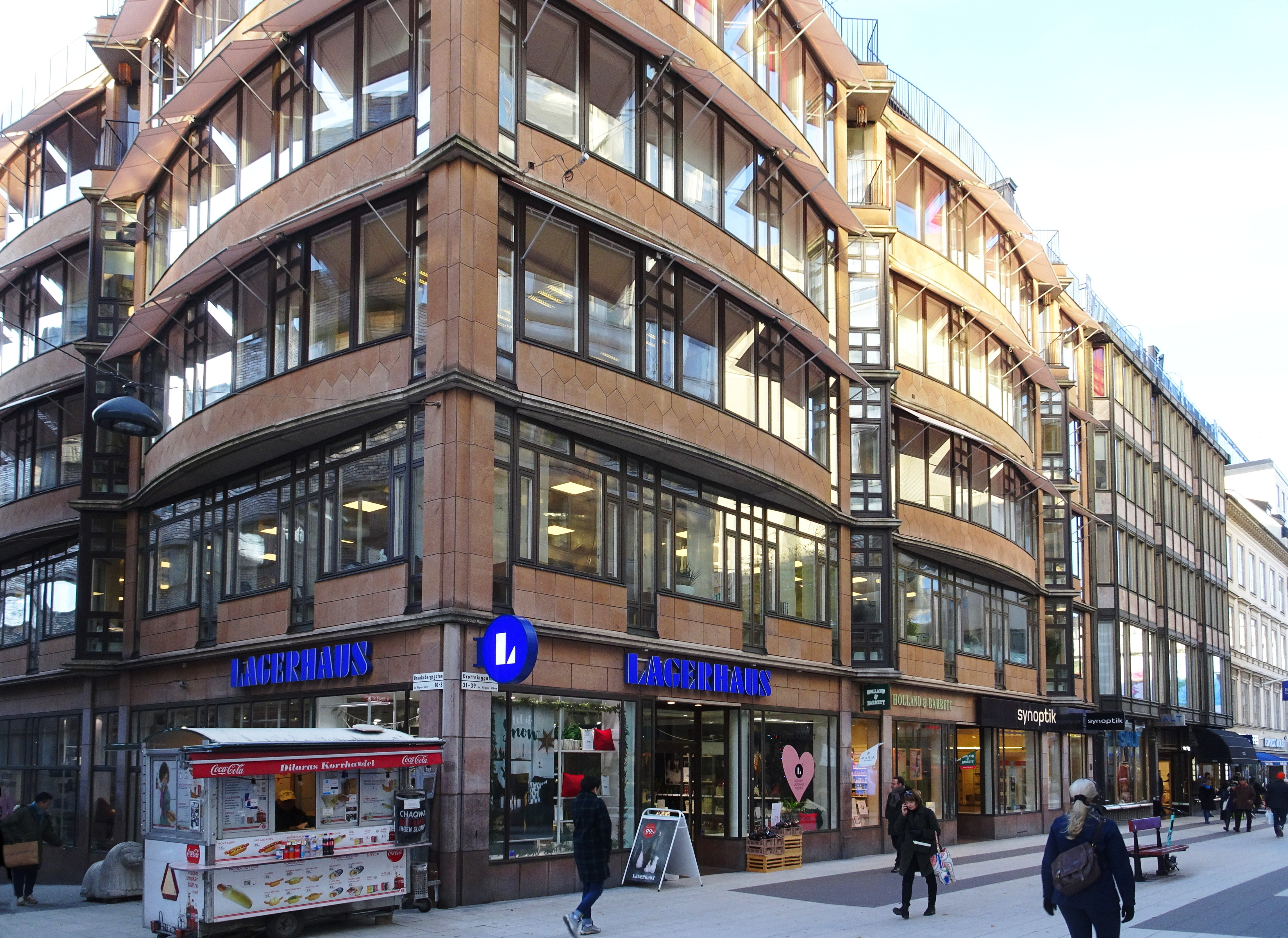
Klarahuset, 2019.
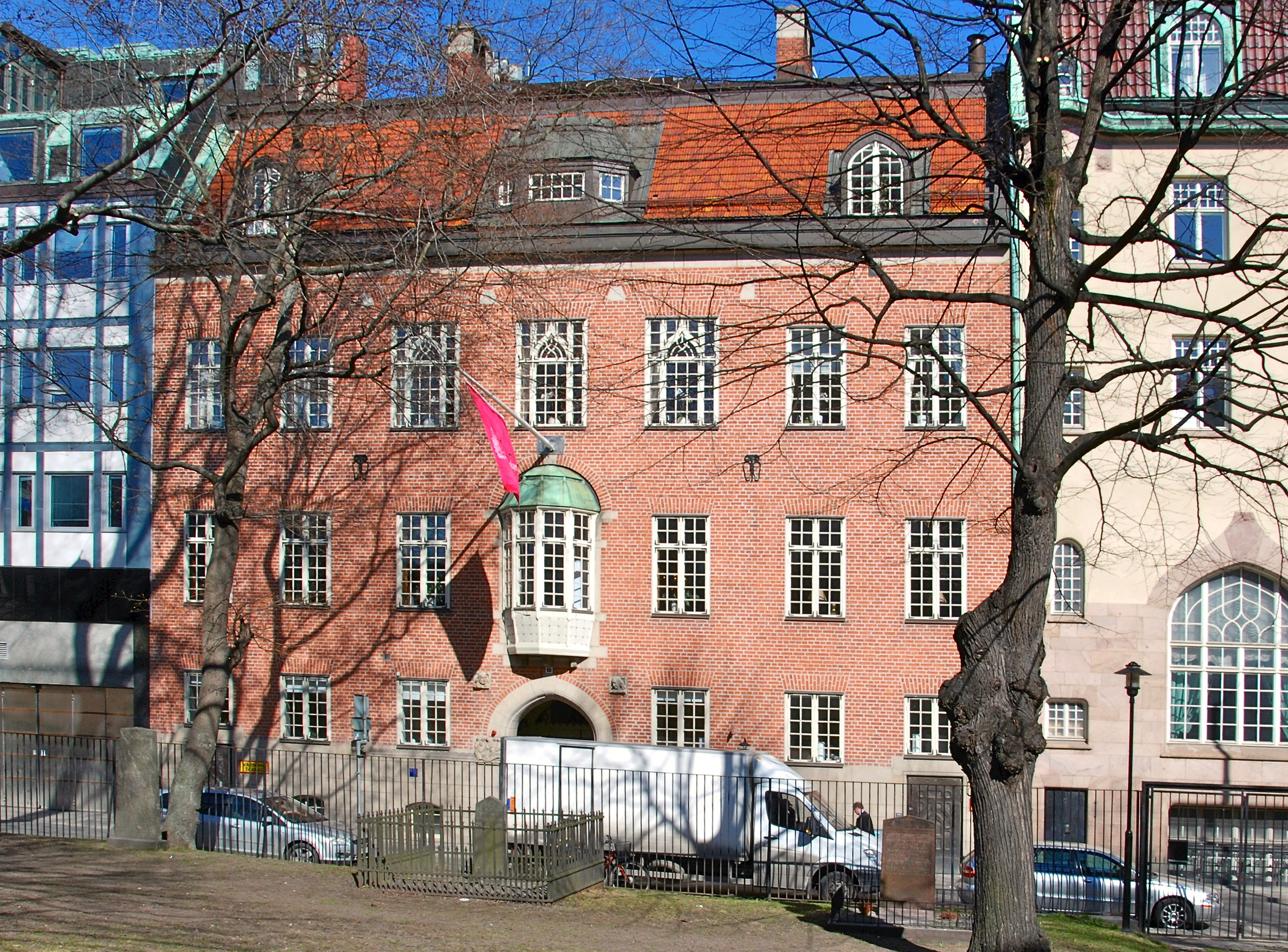
Svenska Läkaresällskapets hus, 2011.
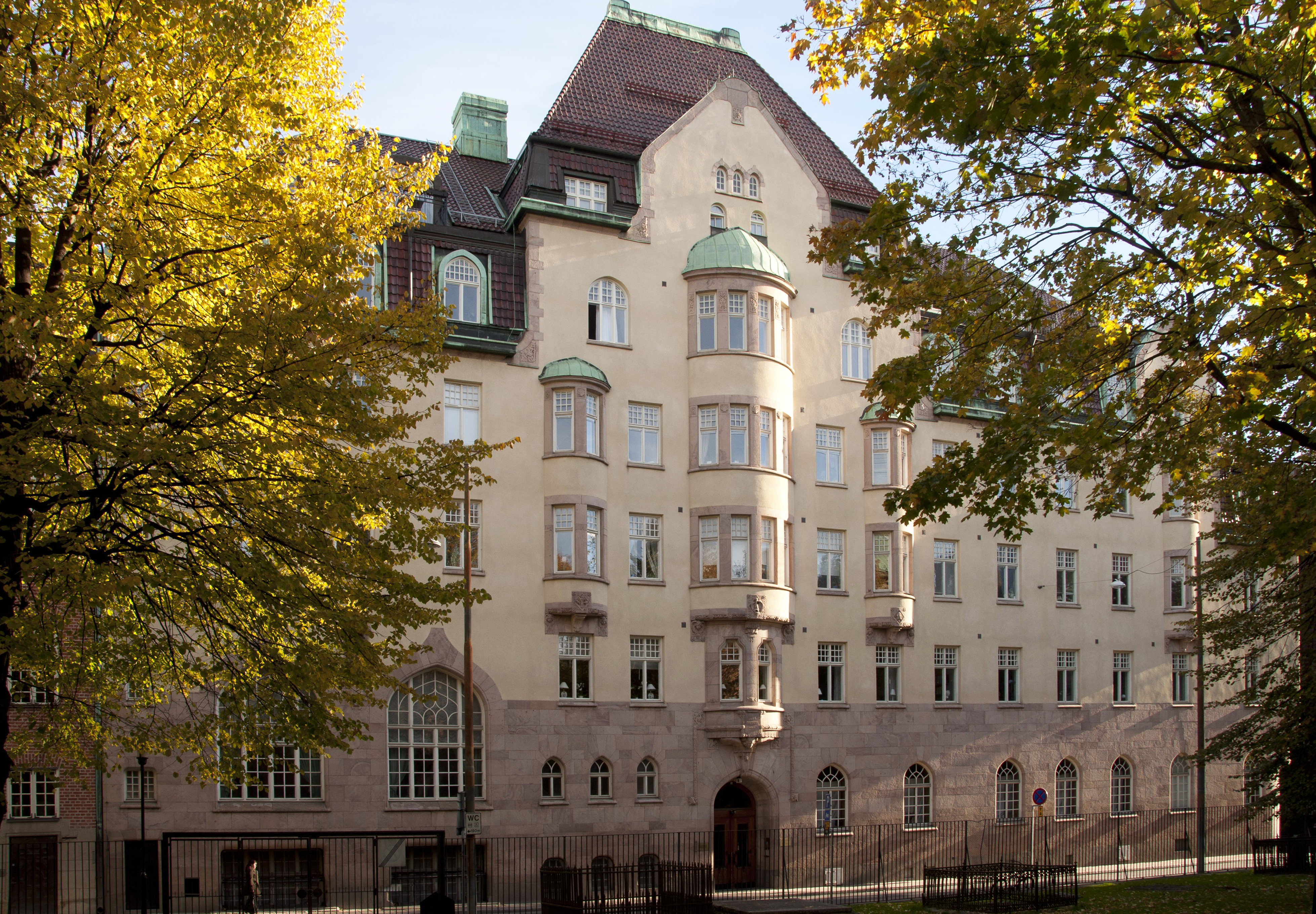
Klara församlingshus, 2010.
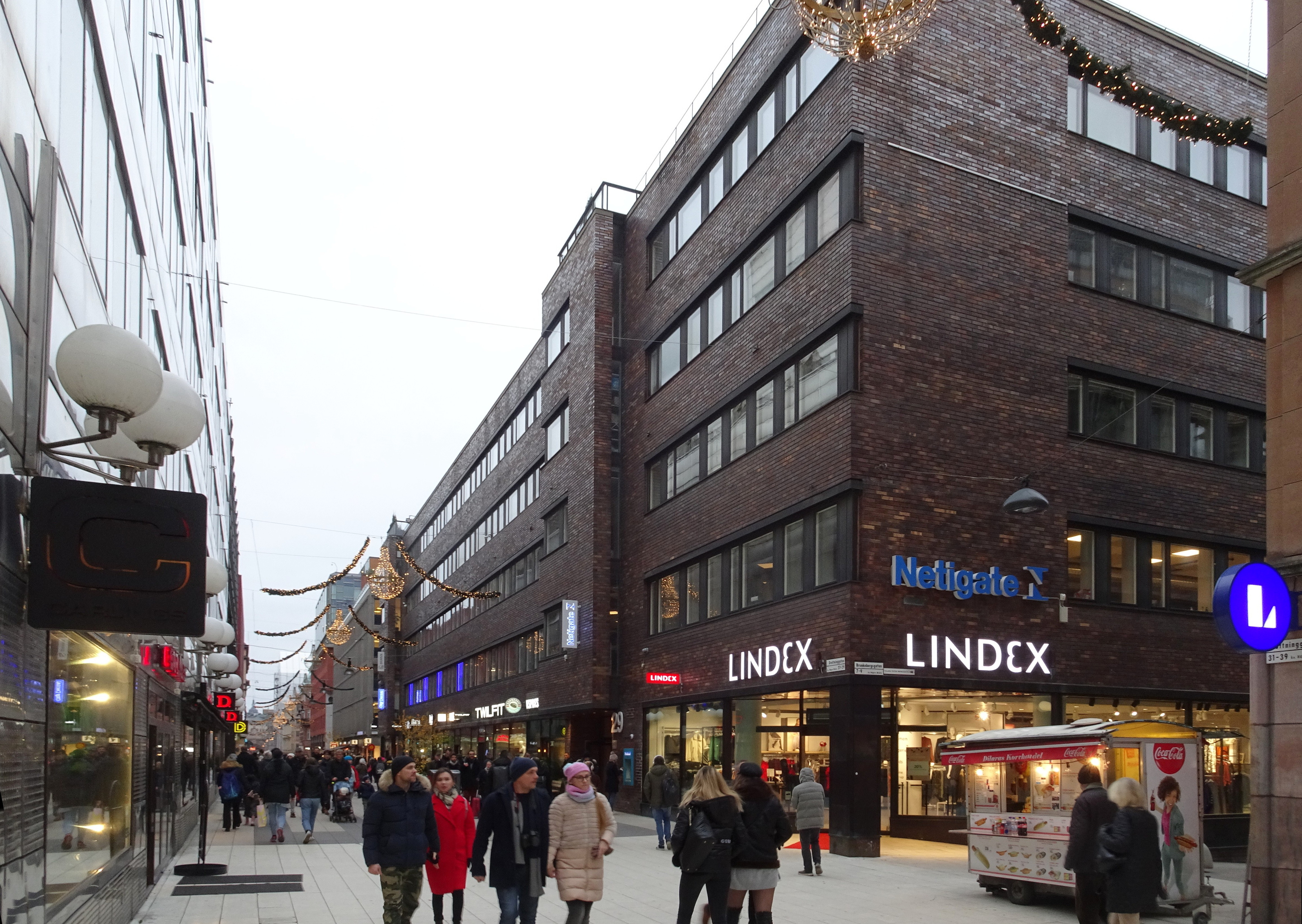
Sparbankernas hus 2019.